# Dunc Gray Velodrome
Il velodromo Dunc Gray è un velodromo coperto situato a Bass Hill alle porte di Sydney, nel Nuovo Galles del Sud in Australia, intitolato al ciclista australiano Dunc Gray. 

## Storia
Iniziato a costruire nel maggio del 1998 per i Giochi Olimpici del 2000, è stato finanziato dal Governo del Nuovo Galles del Sud. I lavori sono terminati nel novembre del 1999 ed è stato inaugurato il 28 novembre 1999 con una cerimonia di apertura che ha incluso le esibizioni del talento locale Darren Sharp e di altri gruppi della comunità. 
Ha ospitato i campionati oceaniani di ciclismo su pista del 2019 e dal 16 al 21 settembre 2000 il velodromo è stato la sede delle gare di ciclismo su pista dei Giochi della XXVII Olimpiade..

## Caratteristiche
Il velodromo ha una capienza di 3 150 persone, ma durante i Giochi olimpici la capienza raggiungeva 5 821 posti.  La pista, progettata da Ron Webb e rivestita in pino baltico della Finlandia, è lunga 250 metri, con un angolo di inclinazione massimo di 42°, mentre i rettilinei sono al 12,5°.